# Dagana (district)
Dagana (alternatieve spelling: Tagana, Daga) is een van de dzongkhag (districten) van Bhutan. De hoofdstad van het district is Dagana. In 2005 telde het district heeft 18.222 inwoners.
Bumthang · Chukha · Dagana · Gasa · Haa · Lhuntse · Mongar · Paro · Pemagatshel · Punakha · Samdrup Jongkhar · Samtse · Sarpang · Thimphu · Trashigang · Trashiyangste · Trongsa · Tsirang · Wangdue Phodrang · Zhemgang